# Cabeza de Cristo (Petrus Christus)

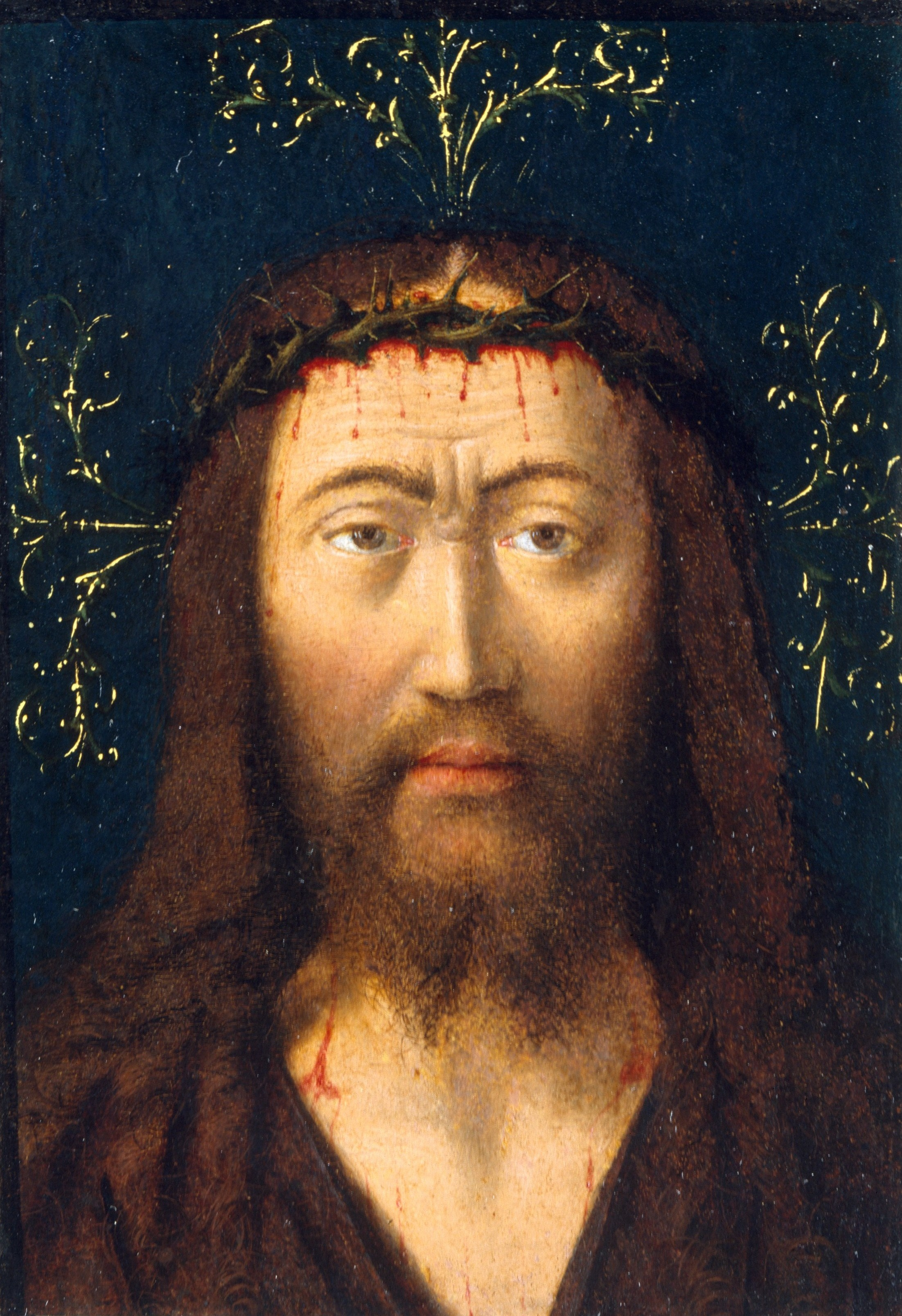
Petrus Christus, Cabeza de Cristo, 1445, 14.9 cm x 10.8 cm, Museo Metropolitano de Arte.

Cabeza de Cristo es un óleo creado en 1445 por el pintor flamenco Petrus Christus, también llamado Petrus Cristus. Sus dimensiones son 14.9 cm x 10.8 cm y está ubicado en el Museo Metropolitano de Arte de Nueva York, Estados Unidos.
La obra formó parte de las exhibiciones Petrus Christus: Renaissance Master of Bruges de 1994, From Van Eyck to Bruegel: Early Netherlandish Painting in The Metropolitan Museum of Art de 1998-1999 y Antonello da Messina: Sicily's Renaissance Master de 2005-2006.